# 1408 (phim)
1408 (tựa tiếng Việt: Căn phòng 1408 hoặc Căn phòng bí mật) là một bộ phim kinh dị Mỹ năm 2007 của đạo diễn Mikael Håfström. 1408 dựa theo một truyện ngắn cùng tên của nhà văn lừng danh Stephen King. Phim có câu khẩu hiệu chính thức là The Dolphin Hotel invites you to stay in any of its stunning rooms. Except one (dịch tiếng Việt: Khách sạn Dolphin mời bạn vào ở trong bất kỳ căn phòng đẹp nào. Ngoại trừ một phòng).

## Nội dung
Mike Enslin là một nhà văn chuyên viết sách về những hiện tượng siêu nhiên. Anh đang sống xa cách với cô vợ Lily sau cái chết của đứa con gái Katie. Một hôm Mike tìm thấy tấm thiệp đề cập đến khách sạn Dolphin, một khách sạn ở thành phố New York, kèm theo lời nhắn "Đừng vào phòng 1408". Nghĩ rằng đây là lời thách thức, Mike liền đến khách sạn Dolphin để đặt phòng.
Gerald Olin, quản lý khách sạn, giải thích với Mike rằng không ai có thể sống quá một giờ trong phòng 1408. Đã có 56 người chết, bao gồm tự tử và những cái chết "tự nhiên". Olin cảnh báo và ngăn cản Mike thuê phòng 1408, nhưng Mike nhất định đòi thuê. Olin đành chiều theo ý Mike.
Vào trong căn phòng 1408, Mike sử dụng chiếc máy ghi âm nhỏ để kể lại việc căn phòng có vẻ buồn chán và không hề có gì kinh dị. Lúc 8:07, chiếc đồng hồ điện tử tự động đếm ngược bắt đầu ở phút "60:00". Cửa sổ sập xuống làm bàn tay Mike bị thương. Anh bắt đầu gặp ảo giác và thấy được hồn ma những nạn nhân trước kia của căn phòng. Anh cũng nhìn thấy hình ảnh người thân trong gia đình anh.
Mike muốn rời khỏi căn phòng nhưng không được, chiếc chìa khóa bị gãy và nắm cửa rơi ra. Anh leo lên lỗ thông gió thì bị một hồn ma đuổi theo. Mike liều lĩnh leo ra bờ tường bên ngoài cửa sổ để qua phòng bên cạnh, nhưng những cửa sổ của mấy căn phòng khác bỗng dưng biến mất.
Căn phòng trở nên lạnh cóng bao phủ đầy tuyết. Mike lấy máy tính xách tay liên lạc với Lily, kêu cô báo cảnh sát, nhưng có một thế lực vô hình nào đó đã can thiệp vào cuộc nói chuyện. Căn phòng trở nên rung lắc dữ dội và Mike đập bức tranh có hình con thuyền trong cơn bão. Nước trong bức tranh tràn ra nhấn chìm căn phòng. Mike nổi lên trên bờ biển, quay lại cuộc lướt ván ở đầu phim.
Cuộc sống của anh tiếp tục từ lúc này, và anh hòa giải với Lily. Nhưng mọi thứ biến mất tiết lộ việc Mike vẫn đang mắc kẹt trong phòng 1408. Hồn ma của Katie gặp Mike, lúc anh ôm cô bé, cô bé chết và tan thành cát bụi. Khi sự đếm ngược kết thúc, căn phòng trở lại bình thường như lúc ban đầu, và chiếc đồng hồ lại đếm ngược ở phút "60:00". Mike nổi giận đốt cháy căn phòng.
Bộ phim có 3 kết thúc khác nhau
- Kết thúc thứ nhất: Mike bị chết trong ngọn lửa, nhưng vui mừng vì thấy căn phòng bị phá hủy. Vào ngày tang lễ của Mike, Olin đến gặp Lily và Sam - một người bạn của Mike. Olin nói rằng căn phòng đã bị phá hủy và nó sẽ không làm hại ai được nữa. Olin muốn đưa cho Lily một số đồ dùng của Mike, trong đó có chiếc máy ghi âm, nhưng Lily không chịu nhận. Cảnh cuối cùng của phim là ở trong căn phòng hoang tàn, hồn ma của Mike nghe tiếng con gái gọi tên mình và anh bước đến bên cô bé.
- Kết thúc thứ hai: Mike vẫn bị chết trong ngọn lửa. Thay vì chiếu cảnh đám tang, bộ phim chiếu những cảnh ở Los Angeles. Sam giúp cho Lily dọn đồ đạc đến ngôi nhà mới. Sau đó Sam quay về văn phòng của anh ở New York. Anh đọc lại những ghi chú của Mike về căn phòng 1408. Cánh cửa văn phòng của Sam chợt đóng lại.
- Kết thúc thứ ba: Mike sống sót ra khỏi căn phòng 1408 và dọn về sống chung với Lily. Khi Mike mở máy ghi âm lên, hai vợ chồng nghe được giọng nói của Katie trong đó.

## Diễn viên
- John Cusack vai Mike Enslin
- Samuel L. Jackson vai Gerald Olin
- Mary McCormack vai Lily Enslin
- Tony Shalhoub vai Sam Farrell
- Len Cariou vai bố của Mike
- Jasmine Jessica Anthony vai Katie Enslin
- Isiah Whitlock Jr. vai kỹ sư khách sạn
- Kim Thomson vai tiếp tân khách sạn
- Andrew-Lee Potts vai anh chàng ở bưu điện
- Jules de Jongh vai người phụ nữ nói chuyện trên điện thoại